# Lodo Prieto
Lodo Prieto är en ort i kommunen Tejupilco i delstaten Mexiko i Mexiko. Samhället hade 394 invånare vid folkräkningen 2020.